# NGC 3996
NGC 3996 este o galaxie seyfert de tip 2⁠(d) situată în constelația Leul. A fost descoperită în 23 aprilie 1832 de către John Herschel. Se află la o distanță de 99,11 de megaparseci de Pământ.